# Демодам
Демодам (грец. Δημοδάμας, III ст. до н. е.) — давньогрецький державний та військовий діяч, географ, етнограф часів Селевкідського царства.

## Життєпис
Демодам син Арістіда був уроженцем Мілета. В часи війн діадохів підтримав Селевка I, брав участь в усіх його війнах. Згодом опинився в почті царя Антіоха I. Близько 299 року до н. е. був членом міської ради. Став ініціатором прийняття громадою Мілета спеціальних декретів на честь цариці Апами та її сина Антіоха I. Демодам відіграв чималу роль у справі заснування культу Аполлона як божественного предка Селевкідів.
Протягом 294—293 і 281—280 років до н. е. був сатрапом Бактрії та Согдіани. Під час своїй каденції здійснив декілька військових походів в область річки Яксарт проти саків та масагетів. Водночас досліджував життя останніх. На кордоні встановив вівтар Аполлону Дідімському. Відновив місто Александрія Есхата.

## Творчість
Є автором низки книг з історії і етнографії, які не збереглися. В перших надається опис історії перших Селевкідів, Мілету й Галікарнасу, автобіографію. Етнографічні праці були присвячені життю племен Середньої Азії. Вони використовувалися Страбоном, Плінієм Старшим, Стефаном Візантійським.